# Brook Street

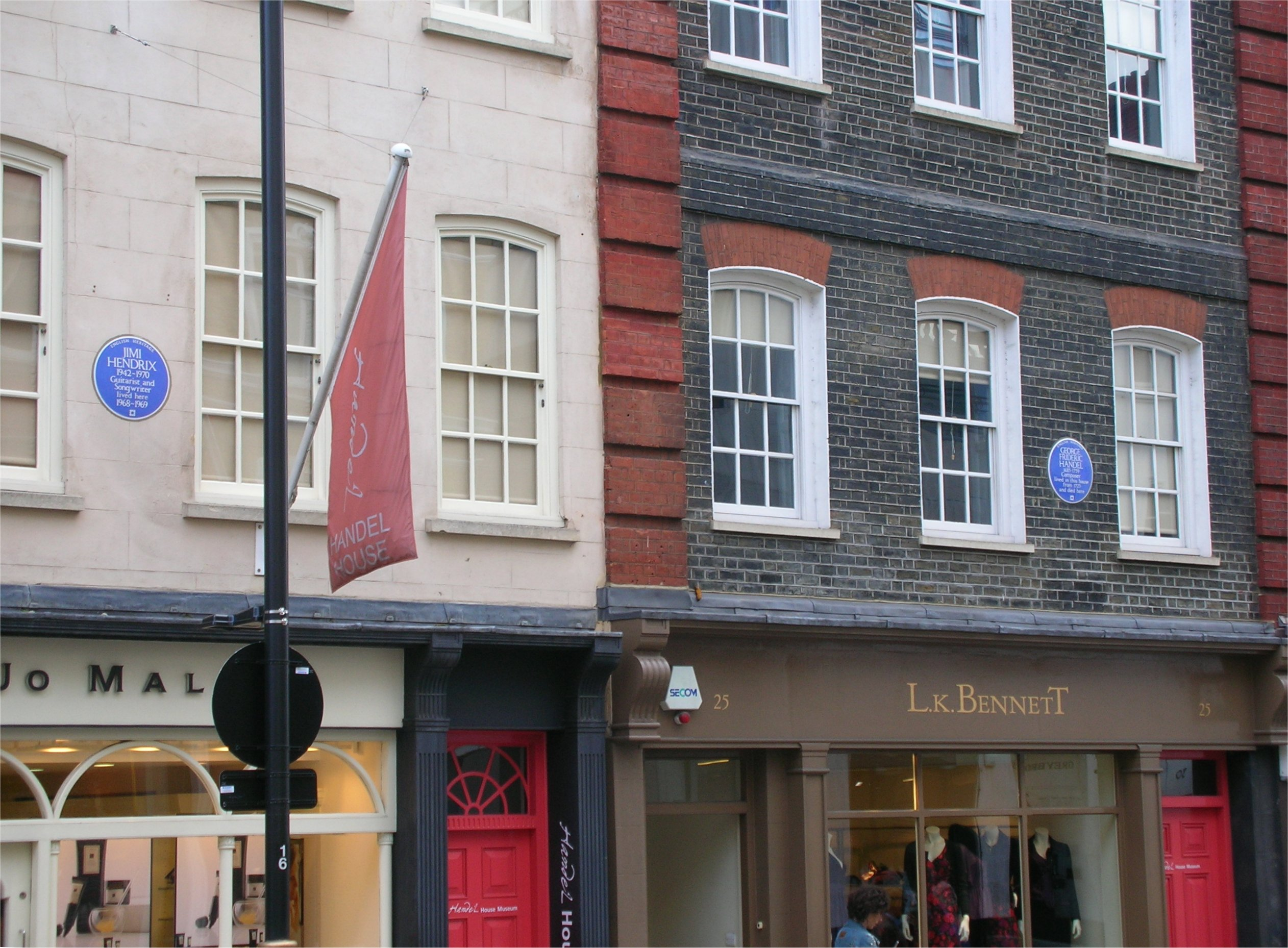
Jimi Hendrix' och Georg Friedrich Händels hus.

Brook Street är en av huvudgatorna i den exklusiva stadsdelen Mayfair i London, England. Den anlades under 1700-talets första hälft och sträcker sig från Hanover Square till Grosvenor Square.

## Personer som bott på Brook Street
- 23 Brook Street: Jimi Hendrix – gitarrist [2]
- 25 Brook Street: Georg Friedrich Händel – tonsättare [3]
- 24 Upper Brook Street: Richard Bull, parlamentsledamot och konstsamlare. [4]
- 27 Upper Brook Street: Anne Seymour Damer, skulptör [5]
- 76 Brook Street: Colen Campbell — arkitekt [6]
- 51 Upper Brook Street: Giorgos Seferis — Nobelpristagare [7]

### Bildgalleri

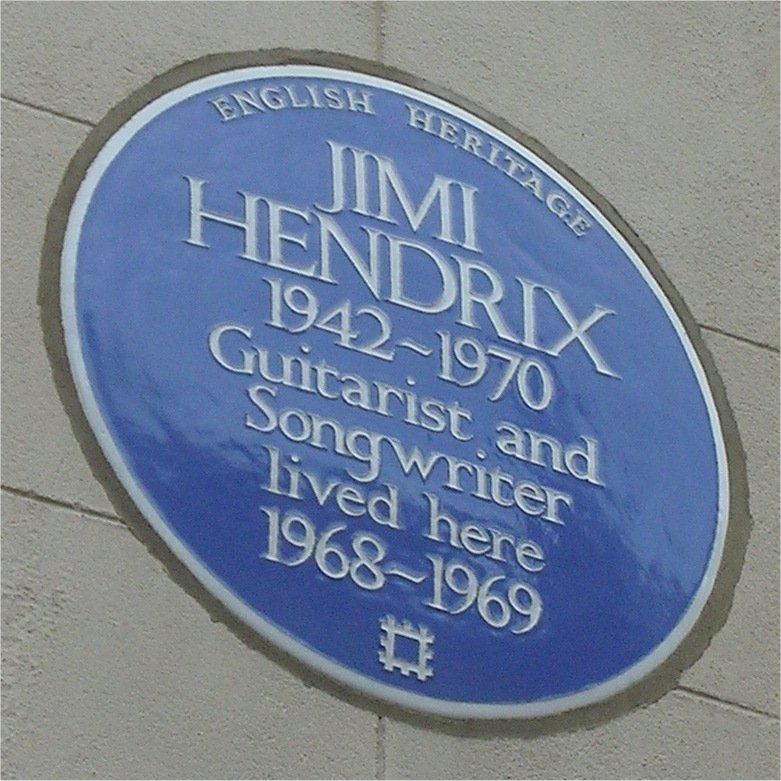
Jimi Hendrix, 23 Brook Street
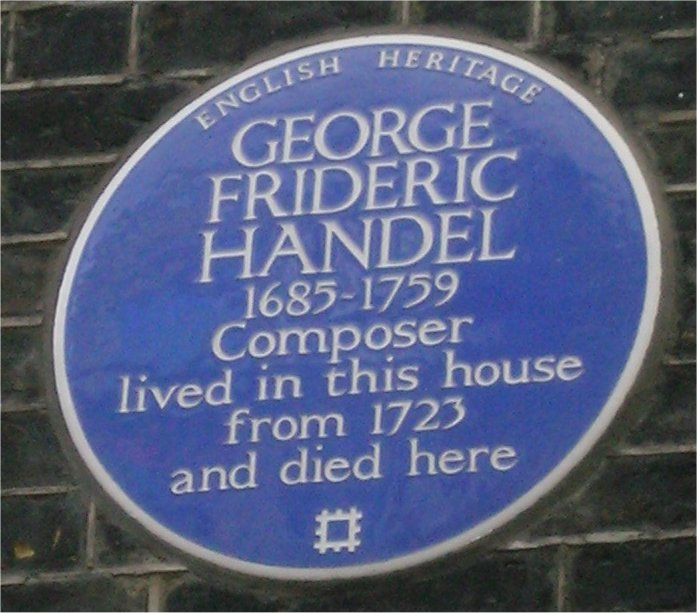
George Frideric Handel, 25 Brook Street
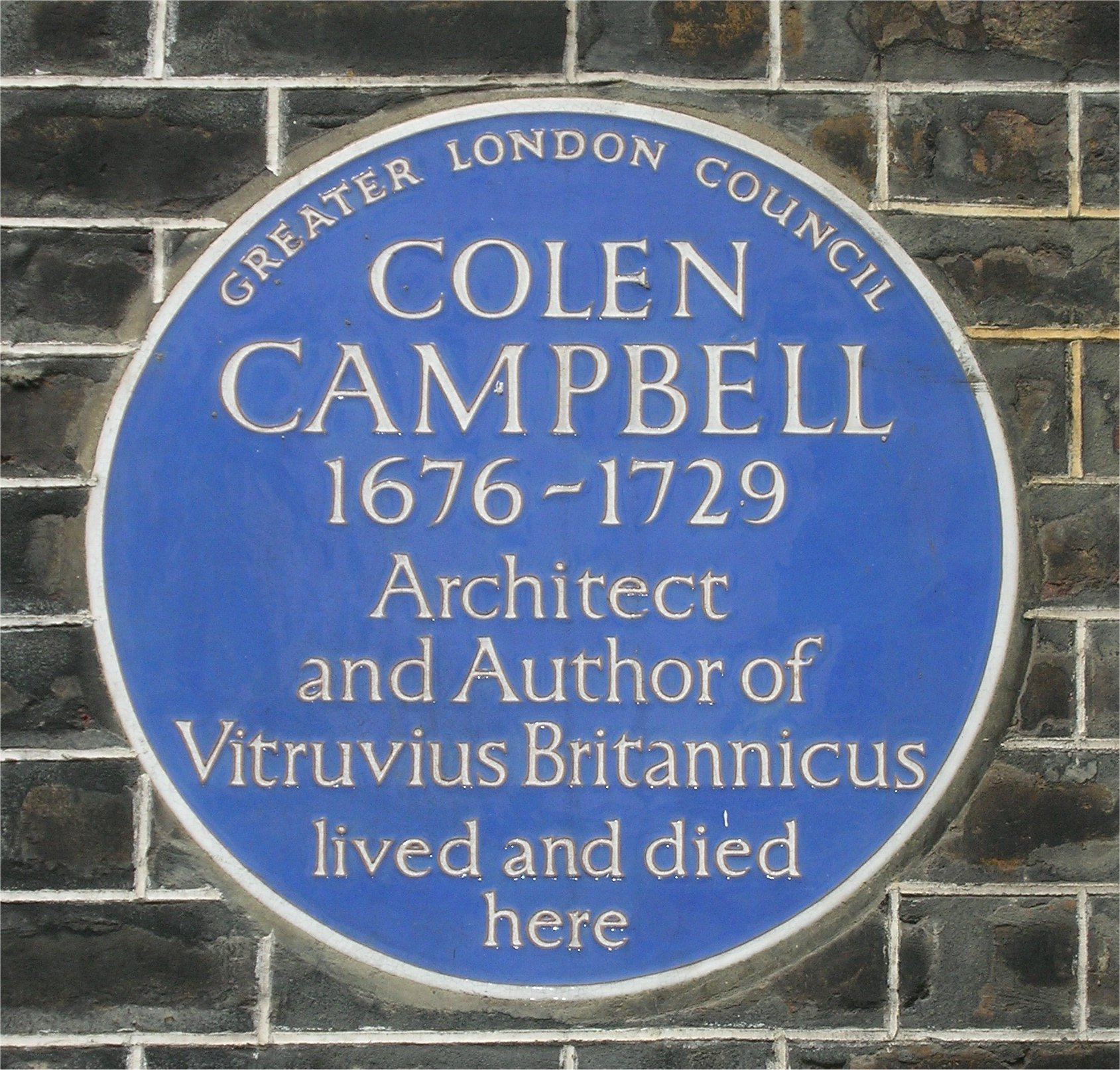
Colen Campbell, 76 Brook Street